# Клайнмайшайд
Клайнмайшайд (нем. Kleinmaischeid) — община в Германии, в земле Рейнланд-Пфальц. 
Входит в состав района Нойвид. Подчиняется управлению Дирдорф.  Население составляет 1352 человека (на 31 декабря 2010 года). Занимает площадь 6,99 км².

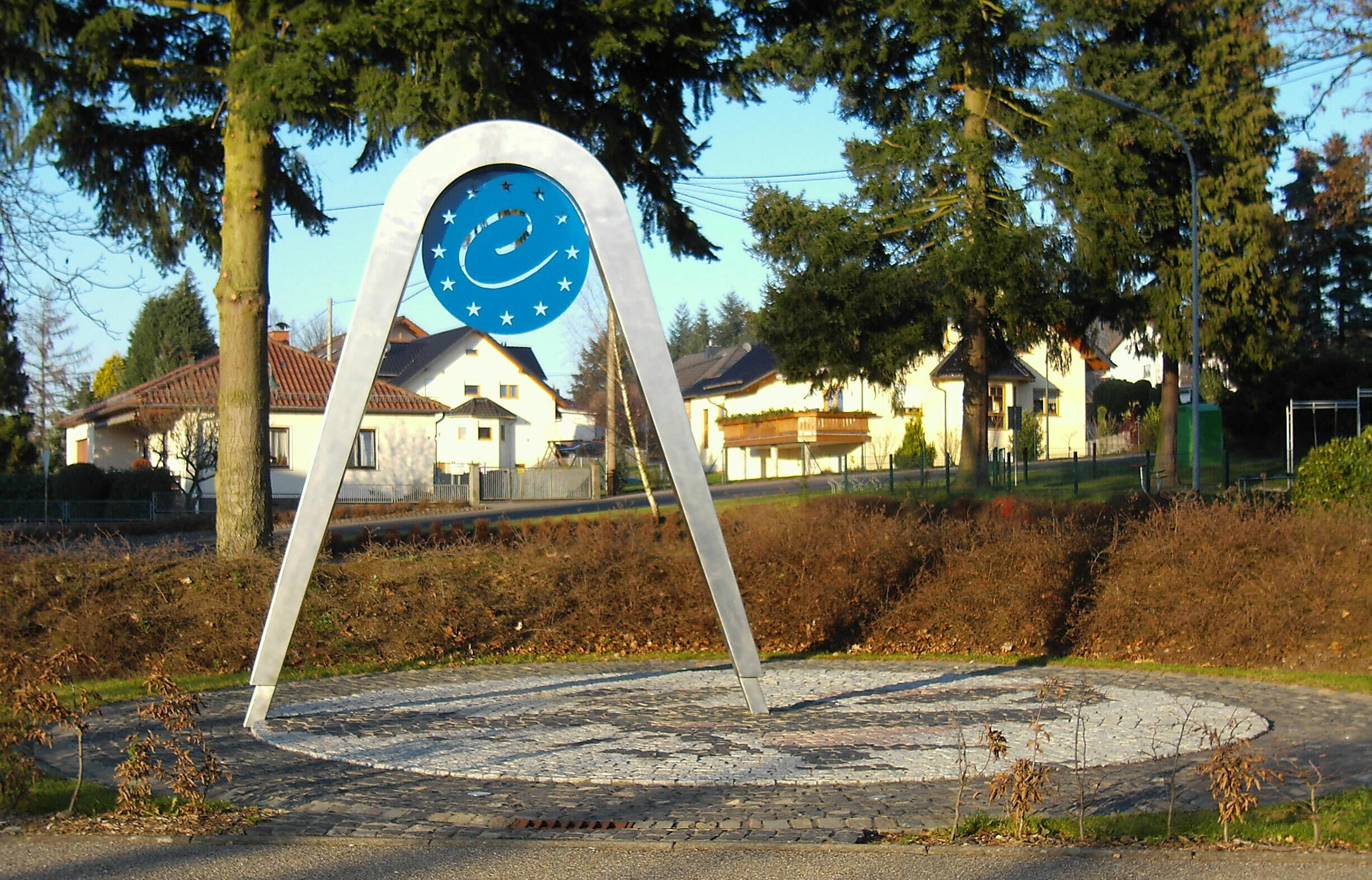
Памятник